# Neoholothele
Genre
Neoholothele est un genre d'araignées mygalomorphes de la famille des Theraphosidae.

## Distribution
Les espèces de ce genre se rencontrent en Colombie, au Venezuela en à Trinité-et-Tobago.

## Liste des espèces
Selon World Spider Catalog (version 19.0, 18/05/2018) :
- Neoholothele fasciaaurinigra Guadanucci & Weinmann, 2015
- Neoholothele incei (F. O. Pickard-Cambridge, 1899)

## Publication originale
- Guadanucci & Weinmann, 2015 : Description of Neoholothele gen. nov. (Araneae, Theraphosidae, Schismatothelinae). Studies on Neotropical Fauna and Environment, vol. 50, no 3, p. 221-228.